# Al-Ghabat
Ghabat, Al Ghabat (arab. الغابات) – wieś położona w dystrykcie Dżabal Lubnan, w Kada Dżubajl, w Libanie.
W Ghabat znajdują się ruiny fenickiej świątyni dedykowanej Adonisowi.
Miejscowa ludność trudni się rolnictwem i ogrodnictwem (jabłka, brzoskwinie, warzywa). We wsi znajduje się kościół pw. św. Jana Marona.